# Список инцидентов с участием иностранной авиации над СССР
Во время холодной войны самолёты иностранных государств неоднократно совершали разведывательные полёты над территорией СССР и местами дислокации советских войск за рубежом. При этом несколько самолётов были сбиты советской системой ПВО. Имели место и случаи непреднамеренного вторжения в воздушное пространство СССР, что иногда также имело трагические последствия. Некоторые из указанных инцидентов были преданы огласке сразу же по итогам случившегося (разумеется, трактовка их в советских и американских СМИ отличалась весьма существенно), некоторые были рассекречены советской стороной только после распада СССР по запросу Комитета сената США по делам военнопленных под председательством Джона Керри.
Пояснения к хронологическому списку:
- — нарушитель сбит(ы),
- — нарушитель был принуждён совершить посадку,
- — нарушитель скрылся, либо был подобран дружественными поисково-спасательными службами на сопредельной территории или в нейтральных водах,
- — воздушный бой в результате ошибки идентификации государственной принадлежности,
- — данные отсутствуют.

## 1930-е
11 апреля 1938 года в 11:59 на участке заставы Полтавка Гродековского пограничного отряда произошло нарушение границы. 12 японских самолётов вторглись на советскую территорию. 9 из них быстро вернулись в Маньчжурию. Другая группа из трёх истребителей направилась в сторону Полтавки, но затем также повернула обратно в Маньчжурию, попав под огонь пограничников и пулеметного батальона РККА. Один из самолётов получил повреждения и совершил вынужденную посадку на советской земле. В сводке Главного управления пограничной и внутренней охраны отмечалось: «Приземлившийся самолет типа И-95 (истребитель) №3046 принадлежит 2-й роте 9-го авиаполка, имеет на вооружении 2 пулемета. Пилот фельдфебель японец Маеда Сигеру задержан. У самолета оказались пробиты бензопровод и плоскости…»

## 1940-е
15 мая 1941 года инцидент с пролётом Ju-52 над СССР: закупленный СССР в Германии внерейсовый многоцелевой самолёт Junkers Ju.52 беспрепятственно совершил беспосадочный перелёт по маршруту Кёнигсберг — Москва. Полёт был согласован с представителями СССР, но не была установлена дата вылета. Тем не менее советская сторона не только не посадила самолет принудительно, но и способствовала его перелёту.
 С 1939 года Германия начала воздушную разведку СССР, чтобы найти важные цели для бомбардировок. Этим занималась специальная авиагруппа Ровеля. По некоторым данным, она нарушала воздушное пространство СССР около 500 раз. Зенитный огонь чаще всего не открывали, чтобы не спровоцировать нападение.
 1945 (вторая половина года) — самолёт, пилотируемый Джо Миллером, был сбит над Берлином (контролируемым в то время советскими войсками), пилот содержался в Карабашском исправительно-трудовом лагере как минимум до марта 1947 года, дальнейшая судьба неизвестна. Характер выполнявшегося им полётного задания также неизвестен.

## 1950-е
8 апреля 1950 — самолёт-бомбардировщик PB4Y-2 «Приватир» (рег. номер 59645, 26-я патрульная эскадрилья ВМС США) сбит советскими истребителями Ла-11 (пилоты — Борис Докин, Анатолий Герасимов, Тезаев и Сатаев) над Балтийским морем в районе Лиепаи. Самолёт совершил вылет с авиабазы Висбаден, ФРГ. По утверждению советских лётчиков, нарушитель вёл по ним огонь и был сбит непосредственно над Латвийской ССР, упав в море. 18 августа 1950 года США заявили, что был сбит частный самолёт. Экипаж из 10 человек погиб.
 Май 1950 — по советским данным, истребителем Ла-11 (пилот — Ефремов, дивизия Пстыго, ПВО, Уэлькаль) над Чукотским полуостровом сбит истребитель P-51 «Мустанг» США. По другим данным оба самолёта лишь получили повреждения. Американские источники[какие?] не подтверждают данный случай.
 8 октября 1950 — во время Корейской войны два истребителя-бомбардировщика F-80 «Шутинг стар» (ВВС США) во время боевого вылета против наземных целей на территории КНДР отклонились от курса, вторглись в воздушное пространство СССР и атаковали аэродром «Сухая речка» в районе Владивостока. В результате налёта на земле повреждены 8 самолётов P-63 «Кинг кобра» ВВС СССР, из них один впоследствии был списан; жертв и пострадавших не было. США принесли извинения в связи с инцидентом, командир авиагруппы, самолёты которой совершили налёт, был отстранён от командования и переведён на штабную работу; пилоты отданы под трибунал.
 26 декабря 1950 — самолёт-разведчик RB-29 (ВВС США) в районе мыса Сейсюра (Приморский край) сбит двумя МиГ-15 523-го истребительного авиационного полка.
 Конец 1950 — патрульный самолёт P2V «Нептун» (6-я патрульная эскадрилья ВМС США) во время ночного вылета перехвачен возле Владивостока звеном советских истребителей МиГ-15, один из которых, как утверждается, был сбит бортовым стрелком «Нептуна».
 В ночь с 14 на 15 мая 1951 года военно-транспортный самолёт спецслужб США (не имевший опознавательных знаков) вылетел из аэропорта Афин и совершил вторжение в воздушное пространство СССР, выбросив с парашютами двух агентов американской разведки. Приземлившиеся агенты-парашютисты Саранцев и Османов были задержаны в районе города Бендеры Молдавской ССР.
 6 ноября 1951 — патрульный самолёт P2V-3W «Нептун» (рег. номер 124284, 6-я патрульная эскадрилья ВМС США), выполняя разведывательный вылет с авиабазы Ацуги, Япония, сбит истребителями МиГ-15 (пилоты — Лукашев, Щукин; 88-й ГИАП Тихоокеанского флота) над заливом Петра Великого в районе Владивостока. Все 10 членов экипажа погибли. Официально утверждалось, что самолёт занимался разведкой погоды в интересах Командования ООН для обеспечения боевых операций в Корее; по сообщениям советских пилотов, нарушитель вёл по ним огонь. По другим данным, полученным от репатриированных японских военнопленных, один из членов экипажа, получивший ранения в ходе инцидента, проходил лечение в Магаданском военном госпитале и отбывал наказание сроком 25 лет за шпионаж, судьба остальных неизвестна.
 Май 1952 — самолёт спецслужб США совершил вторжение в воздушное пространство СССР и сбросил трёх агентов-парашютистов. Агенты Курочкин, Волошановский и Кошелев (имевшие при себе поддельные документы, автоматы, пистолеты, ручные гранаты и замаскированные под авторучки стреляющие устройства) были задержаны у станции Цумань Волынской области.
 27 мая 1952 — над Жёлтым морем 2 истребителя ВВС США F-86 «Сейбр» атаковали 2 истребителя МиГ-15бис из 282-го истребительного авиаполка 37 иад Порт-Артурского приграничного района воздушной обороны. 1 МиГ был сбит, лётчик погиб.
 13 июня 1952 — разведывательный самолёт RB-29 «Суперфортресс» (рег. номер 44-61810, 91-я стратегическая разведывательная эскадрилья ВВС США), совершавший вылет с авиабазы Ёкота, Япония, сбит советскими истребителями МиГ-15 (пилоты — Федотов, Проскурин, ВВС 5-го ВМФ) над Японским морем и упал в территориальных водах СССР у мыса Овсянкина. По утверждению пилотов, нарушитель вёл по ним огонь. Международное Московское Радио сообщило, что один из членов экипажа сбитого самолёта был спасён, но дальнейшая информация о судьбе этого человека отсутствует. Все 12 членов экипажа самолёта считаются погибшими. По другим данным, полученным от репатриированных японских военнопленных, экипаж в количестве 13 человек содержался в лагере для военнопленных № 21 под Хабаровском.
 13 июня 1952 — разведывательный самолёт DC-3A-360 "Skytrain" ВВС Швеции (серийный номер 42-5694), на котором было установлено разведывательное оборудование американского производства, совершивший разведывательный вылет в район портов Вентспилс и Лиепая, был сбит над Балтийским морем в 65 км к востоку от острова Готска Сандэн советским истребителем МиГ-15 (пилот — Григорий Осинский), погибли все 8 членов экипажа DC-3.
 16 июня 1952 — летающая лодка PBY-5 «Каталина» ВВС Швеции (серийный номер 47002), участвовавшая в поисках сбитого 13 июня шведского самолёта-разведчика DC-3, в районе восточнее острова Готска-Сандён была атакована советскими истребителями МиГ-15 (пилоты — Семерников, Яценко-Косенко), получила повреждения и совершила вынужденное приводнение. Экипаж из пяти человек, включая 2 пострадавших, был подобран немецким торговым судном «Münsterland».
 27 августа 1952 — самолёт спецслужб США совершил вторжение в воздушное пространство СССР и сбросил четырёх агентов-парашютистов над территорией БССР. Вскоре после приземления парашютисты были обнаружены, один из них был убит в перестрелке, трое задержаны.
 7 октября 1952 — разведывательный самолёт RB-29 «Суперфортресс» (рег. номер 44-61815, 91-я стратегическая разведывательная эскадрилья ВВС США) сбит над южными островами Курильской гряды советскими истребителями Ла-11 (пилоты — Жиряков, Леснов, 369 ИАП) и упал в территориальных водах СССР в 3 км от острова Юрий. Все 8 членов экипажа самолёта погибли.
 15 октября 1952 — разведывательный самолёт B-47B «Стратоджет» пилотируемый полковником Дональдом Хиллмэном, вылетев с авиабазы «Айелсон» на Аляске, пересёк Северный Ледовитый океан, развернувшись пролетел назад через Сибирь и Провидения. Этот полёт считается американскими военными историками первой разведывательной миссией США с глубоким вторжением в пределы Советского Союза.
 18 ноября 1952 — в районе мыса Гамова в Приморском крае палубные истребители с авианосца ВМС США, находившегося в 100 км от советского побережья, атаковали 4 советских истребителя МИГ-15 из 781-го иап 5-го ВМФ СССР в 10—15 км от границы СССР. По другим данным, два американских самолёта были атакованы семью МиГами. Два МиГа американцы сбили, ещё один из-за отказа двигателя (или из-за того, что его топливный бак был пробит американскими снарядами) упал в море в районе мыса Льва и в воздушном бою не участвовал. Один лётчик погиб. Не вернулся из вылета и один американский самолёт (по другим данным, лейтенант Вильямс совершил успешную посадку на авианосец на подбитом самолете).
 29 июля 1953 — разведывательный самолёт RB-50G «Суперфортресс» (343-я стратегическая разведывательная эскадрилья ВВС США), выполняя вылет с авиабазы Ёкота, Япония, сбит советскими истребителями МиГ-17 (пилоты — Александр Рыбаков, Юрий Яблонский) в районе острова Аскольд над Японским морем. Хвостовой стрелок самолёта в ходе перехвата безуспешно вёл огонь по советским истребителям. Из 17 членов экипажа выжил 1, подобранный американским кораблём. Высказывалось предположение, что перехват и уничтожение RB-50 были ответом на сбитие ВВС США советского военно-транспортного самолёта в воздушном пространстве Китая 27 июля того же года.
 Март 1954 — американские разведывательные самолёты RF-86F начали совершать вылеты на фоторазведку в районе Владивостока, продолжавшиеся до 1957 года.
 29 апреля 1954 — разведывательный самолёт RB-45C «Торнадо» (Королевские ВВС Великобритании) едва не был сбит огнём ПВО в районе Киева и прекратил выполнение задания.
 8 мая 1954 — три американских разведывательных самолёта RB-47 «Стратоджет», вылетевшие с авиабазы Фэрдорд на территории Великобритании, пролетев над Норвегией, оказались в воздушном пространстве СССР над Кольским полуостровом, в районе расположения советских военных баз. На их перехват были посланы советские истребители МиГ-17, которые атаковали самолёты-нарушители. Двум RB-47 удалось уклониться от встречи и уйти в Норвегию, а третий RB-47, которым управлял офицер ВВС США Х. Остин, вступил в бой с советскими истребителями в воздушном пространстве над территорией северной Финляндии и получил сильные повреждения. Тем не менее, этот RB-47 сумел оторваться от преследования и совершить посадку на своей авиабазе. 
 4 сентября 1954 — патрульный самолёт P2V-5 «Нептун» (19-я патрульная эскадрилья ВМС США), совершавший вылет с авиабазы Ацуги, Япония, сбит советскими истребителями МиГ-15 и упал в море. Погиб 1 член экипажа, остальные спасены американским гидросамолётом.
 7 ноября 1954 — разведывательный самолёт RB-29 «Суперфортресс» сбит советскими истребителями (пилоты — Костин, Сиберяков) над Курильскими островами. Экипаж покинул машину с парашютами, 10 были спасены американскими аварийно-спасательными службами, 1 утонул после приводнения. Советская сторона заявила, что самолёт находился в воздушном пространстве СССР и вёл огонь по перехватившим его истребителям, американская сторона отвергла эти обвинения.
 3 декабря 1954 ночью над акваторией залива Петра Великого два дежурных МиГ-15 истребительной авиации ТОФ по ошибке сбили отставший от группы советский торпедоносец Ту-14 ВВС ТОФ, принятый за разведывательный самолёт «Канберра». Экипаж в составе трёх человек погиб. Поисков самолёта и останков членов экипажа не проводилось, данные об их захоронении были сфальсифицированы командованием.
 17 апреля 1955 — разведывательный самолёт RB-47E «Стратоджет» (4-я стратегическая разведывательная эскадрилья ВВС США) сбит в районе Камчатки советскими истребителями МиГ-15 из 865-го ИАП ПВО (пилоты — Коротков, Сажин). Погибли все 3 члена экипажа.
 22 июня 1955 — патрульный самолёт P2V «Нептун» (рег. номер 131515, 9-я патрульная эскадрилья ВМС США) был атакован советскими истребителями МиГ-15 над Беринговым проливом, после чего разбился на острове Святого Лаврентия, Аляска. Среди членов экипажа не было погибших, но все (или почти все) они пострадали. Инцидент произошёл в сложных метеорологических условиях, что затрудняет восстановление картины произошедшего. Видимо, с этим связано согласие СССР выплатить 50 % от затребованной американской стороной компенсации в 725 тыс. долларов.
 10 сентября 1956 — разведывательный самолёт RB-50G «Суперфортресс» (ВВС США) потерян над Японским морем. Все 16 членов экипажа погибли. Официально считается, что причиной потери стал тайфун «Эмма», однако существуют предположения о том, что в действительности самолёт был сбит советским истребителем.
 24 декабря 1957 — разведывательный самолёт RB-57 (ВВС США) сбит над Чёрным морем советскими истребителями. Экипаж погиб.
 27 июня 1958 — транспортный самолёт C-118 (ВВС США; сообщалось, что это личный самолёт директора ЦРУ Алена Даллеса) во время перелёта с авиабазы Висбаден (ФРГ) в Карачи (Пакистан) непреднамеренно вторгся в воздушное пространство СССР над Арменией и был подбит истребителями МиГ-17П (пилоты — Светличников, Захаров). Совершил аварийную посадку. Все 7 членов экипажа выжили и были освобождены через неделю.
 2 сентября 1958 — разведывательный самолёт C-130A-II «Геркулес» (рег. номер 56-0528, 7406-я эскадрилья боевой поддержки ВВС США), вылетевший с аэродрома Адана, Турция, сбит советскими истребителями МиГ-17 (пилоты — Гаврилов, Иванов, Кучеряев, Лопатков) над Арменией. Все 17 членов экипажа погибли, их останки возвращены частично сразу после инцидента, частично — в результате совместных мероприятий в 1998 году.

## 1960-е
1 мая 1960 — разведывательный самолёт U-2C (рег. номер 56-6693, ЦРУ США), пилотируемый Фрэнсисом Пауэрсом, сбит советской системой ПВО в районе Свердловска во время совершения разведывательного вылета с авиабазы Пешавар, Пакистан. Самолёт сбит зенитно-ракетным комплексом С-75. Зенитной ракетой также случайно сбит советский истребитель МиГ-19, поднятый на перехват нарушителя (пилот Сергей Сафронов погиб). Пауэрс выжил, приговорён советским судом к тюремному заключению и в 1962 году обменян на советского разведчика Рудольфа Абеля.
 1 июля 1960 — разведывательный самолёт RB-47H «Стратоджет» (рег. номер 53-4281, 38-я стратегическая разведывательная эскадрилья ВВС США), вылетевший с авиабазы в Великобритании и совершивший вторжение в воздушное пространство СССР из воздушного пространства Норвегии был сбит советским перехватчиком МиГ-19 (пилот — Василий Поляков) над Баренцевым морем к северу от Кольского полуострова. Из состава экипажа 4 человека погибли, ещё 2 (второй пилот Брюс Олмстед и штурман Джон Маккоун) были спасены советской стороной, содержались семь месяцев в СИЗО КГБ (на Лубянке), но ни в чём противозаконном не признались, были освобождены за отсутствием состава преступления в 1961 году сразу же после инаугурации Дж. Кеннеди на посту Президента США в качестве акта доброй воли.
 4 августа 1961 — гражданский самолёт DC-4 (номер EP-ADK, авиакомпания «Иран Эйр», Иран), летевший по маршруту Бейрут—Тегеран, вторгся в воздушное пространство СССР, где был атакован советскими истребителями и получил повреждения. Совершил успешную посадку на юго-западном побережье Каспийского моря.
 Май 1963 — лёгкий двухмоторный самолёт L-26 (Шахские ВВС Ирана) сбит советским истребителем МиГ-17Ф. Среди погибших был полковник подразделений специального назначения США.
 14 декабря 1965 — разведывательный самолёт RB-57F «Канберра» (7407-я эскадрилья боевой поддержки ВВС США), выполнявший вылет с авиабазы Висбаден, ФРГ, упал в Чёрное море недалеко от Одессы. Оба члена экипажа погибли. Считается, что этот инцидент не связан с действиями ПВО СССР.
 28 июня 1967 — лёгкий самолёт L-20 (Шахские ВВС Ирана) вторгся в воздушное пространство СССР и принуждён к посадке истребителем МиГ-17 (пилот — Степанов).

## 1970-е
21 октября 1970 — лёгкий двухмоторный самолёт U-8 «Семинол» ВВС США сбился с пути, нарушил воздушное пространство СССР и совершил посадку на аэродроме лётной воинской части вблизи города Ленинакан Армянской ССР (сейчас Гюмри, Армения).  Кроме лётчика, на борту находились два американских генерала и турецкий полковник. Поняв свою ошибку, пилот попытался снова взлететь, но командир воинской части майор Леонов Александр Никитович с шофёром успели подъехать под винты самолёта-нарушителя, заставили заглушить двигатель, загнали всех в автомобиль и доставили в штаб. После достаточно долгого расследования лётчики и пассажиры были освобождены.
 28 ноября 1973 — разведывательный самолёт RF-4C «Фантом II» (Шахские ВВС Ирана) вторгся в воздушное пространство СССР в Закавказье. Перехвативший его истребитель МиГ-21СМ безуспешно израсходовал свои ракеты, после чего пилот Геннадий Елисеев совершил сверхзвуковой воздушный таран. Экипаж иранского самолёта (иранец и американец) катапультировался и был освобождён советской стороной через две недели (иранский пилот впоследствии погиб в ирано-иракской войне). Геннадий Елисеев за свой перехват был посмертно удостоен звания Героя Советского Союза.
 24 августа 1976 — пара истребителей-бомбардировщиков F-100 «Супер Сейбр» (ВВС Турции) вторглась в воздушное пространство СССР. Один из них был сбит советским зенитно-ракетным комплексом — пилот катапультировался и приземлился на территории Турции.
 20 апреля 1978 — пассажирский самолёт Боинг 707 (номер HL-7429, авиакомпания «Korean Air Lines», Южная Корея) с 97 пассажирами на борту, выполнявший рейс 902 по маршруту Париж — Анкоридж — Сеул, отклонился от своего маршрута на 2000 км и вторгся в воздушное пространство СССР в районе Мурманска. Будучи перехваченным советским Су-15ТМ (пилот — Босов), на сигналы не реагировал, и попытался уйти в сторону Финляндии (согласно советской версии, которая отвергалась командиром Боинга, Ким Чангю). Перехватчик выпустил по нарушителю две ракеты, одна из которых поразила цель. Боинг успешно совершил аварийную посадку на лёд замёрзшего озера Корпиярви возле посёлка Лоухи. Погибли 2 и были ранены 13 человек. См. Инцидент с южнокорейским Боингом (1978).
 21 июня 1978 — четыре транспортных вертолёта CH-47 «Чинук» (Имперские ВВС Ирана) вторглись в воздушное пространство СССР над Туркменистаном. Они были перехвачены истребителем МиГ-23 (пилот — Шкиндер), сбившим один вертолёт ракетами (8 членов экипажа погибли), и повредившим другой вертолёт огнём из авиапушки. Повреждённый CH-47 совершил вынужденную посадку на территории СССР. Впоследствии машина и члены экипажа были возвращены в Иран. См. Инцидент с иранскими «Чинуками» (1978).

## 1980-е
18 июля 1981 — советский перехватчик Су-15ТМ (пилот — Валентин Куляпин) совершил таран транспортного самолёта CL-44 (номер LV-JTN, авиакомпания «Transportes Aereo Rioplatense», Аргентина), совершавшего тайный транспортный рейс по маршруту Тель-Авив — Тегеран и непреднамеренно вторгшегося в воздушное пространство СССР над Арменией. Все 4 члена экипажа CL-44 погибли, включая подданного Великобритании. Куляпин успешно катапультировался, за таран был награждён орденом Красного Знамени. См. статью Инцидент с аргентинским CL-44 (1981).
 1 сентября 1983 — пассажирский самолёт Боинг 747-230B (номер HL-7442, авиакомпания «Korean Airlines», Южная Корея) существенно отклонился от своего курса и был сбит перехватчиком Су-15 (пилот — Геннадий Осипович) над Сахалином. Погибло 269 человек. Существуют многочисленные неофициальные версии этого инцидента, согласно которым полёт Боинга 747 был частью широкомасштабной операции американских спецслужб. См. статью Инцидент с южнокорейским Боингом (1983).
 9 августа 1984 — в ходе преследования самолёта-нарушителя Эйрбас A310 советский перехватчик Су-15, по утверждению шведской стороны, углубился на 50 км в воздушное пространство Швеции. Также утверждалось, что, по данным радиоперехвата, Су-15 был готов открыть огонь по Эйрбасу. Советская сторона через два с половиной месяца опровергла шведские данные об этом инциденте.
28 мая 1987 — самолёт Сессна-172 «Скайхоук» (номер D-ECJB), пилотируемый немецким гражданином Матиасом Рустом, вылетел из столицы Финляндии Хельсинки и приземлился на Красной площади в Москве. В результате инцидента был снят со своих постов ряд высших офицеров ВС СССР, включая министра обороны Соколова, командующего ПВО Колдунова и командующего ВВС Ефимова.
 Май 1988 — лёгкий самолёт Сессна-152, пилотируемый норвежцем Андреасом Соммерсом, углубился в советское воздушное пространство на 30-40 км, но после перехвата советским истребителем Су-27 возвратился в воздушное пространство Финляндии. В последующие дни Соммерс предпринял ещё несколько безуспешных попыток нарушения воздушного пространства СССР.

## 1990-е
9 июня 1990 — легкомоторный спортивный самолёт Cessna под управлением немца Ганса Ульриха Шнайдера совершил несанкционированную посадку на аэродроме Батуми. Пилот оставил на взлётно-посадочной полосе пакет с посланием и букет цветов и менее чем через минуту улетел в сторону Турции. Средства ПВО СССР не отреагировали на полёт нарушителя.
25 августа 1990 — истребитель J-6 (ВВС КНР) вторгся в советское воздушное пространство и приземлился на аэродроме Кневичи под Владивостоком. Пилот самолёта попросил политического убежища в СССР. И самолёт, и пилот были возвращены в Китай.

## Внешние ссылки
- А. Котлобовский, И. Сеидов. Горячее небо „холодной войны“ // "Мир Авиации", № 2, 1995
- А. Постнов. Пилоты холодной войны — сбитые и забытые // "Независимая газета", 17 июня 2002
- Инциденты «холодной войны» (skywar.ru)
- А. Орлов «Воздушная разведка США над территорией СССР в 1950—1955 гг.»

- Intrusions, Overflights, Shootdowns and Defections During the Cold War and Thereafter  (англ.)
- Lednicer, David. Intrusions, Overflights and Shootdowns During the Cold War and Thereafter (англ.) (21 марта 2009). Архивировано 27 марта 2009 года.
- David Lednicer. Aircraft Downed During the Cold War and Thereafter  (англ.)
- Soviet Air-to-Air Victories of the Cold War (Air Combat International Group)  (англ.)
- Military reconnaissance missions over Soviet Union